# Kieran Thomas Conry
Kieran Thomas Conry (Coventry, 1º febbraio 1951) è un vescovo cattolico inglese, dal 4 ottobre 2014 vescovo emerito di Arundel e Brighton.

## Biografia
Monsignor Kieran Thomas Conry è nato a Coventry il 1º febbraio 1951.

### Formazione e ministero sacerdotale
Ha compiuto gli studi primari alla scuola cattolica della sua città natale e quelli secondari presso il Cotton College di Birmingham. Entrato in seminario maggiore, è stato inviato al Venerabile Collegio Inglese a Roma. Ha compiuto gli studi filosofici e teologici alla Pontificia Università Gregoriana che ha concluso con la licenza in teologia.
Il 19 luglio 1975 è stato ordinato presbitero per l'arcidiocesi di Birmingham nella chiesa di Tutti i Santi a Coventry da monsignor George Patrick Dwyer. Tornato in patria, ha insegnato letteratura inglese ed educazione religiosa per quattro anni al Cotton College a Birmingham. Dal 1980 al 1988 è stato segretario nella nunziatura apostolica in Gran Bretagna. Ha collaborato con gli arcivescovi Bruno Bernard Heim e Luigi Barbarito. Nel 1984 è stato nominato monsignore. Dopo due anni come parroco a Leek, è diventato amministratore della cattedrale di San Chad a Birmingham. Dal 1988 al 1993 è stato membro della National Conference of Priests e dal 1992 al 1993 vicepresidente della stessa. È stato anche presidente del Birmingham City Centre Churches dal 1992 al 1993.
Nel 1993 è entrato nel Catholic Media Office a Londra, l'ufficio stampa della Conferenza episcopale di Inghilterra e Galles, dove è stato prima collaboratore e poi direttore. È stato anche editore di Briefing, la rivista ufficiale dei vescovi. Dal 1993 al 2000 è stato coinvolto nella consulenza formativa per Catholic Marriage Care.
All'inizio del 2001 è rientrato in diocesi ed è stato nominato parroco della parrocchia di San'Agostino a Stafford.

### Ministero episcopale
L'8 maggio 2001 papa Giovanni Paolo II lo ha nominato vescovo di Arundel e Brighton. Ha ricevuto l'ordinazione episcopale il 9 giugno successivo nella cattedrale di Santa Maria e San Filippo Howard ad Arundel dal cardinale Cormac Murphy-O'Connor, arcivescovo metropolita di Westminster, coconsacranti l'arcivescovo Bruno Bernard Heim, già pro-nunzio apostolico in Gran Bretagna, e l'arcivescovo metropolita di Southwark Michael George Bowen.
Il 27 settembre 2014 monsignor Conry ha annunciato le sue dimissioni con effetto immediato per "l'essere stato infedele alle [sue] promesse di prete cattolico e l'avere portato vergogna alla diocesi e alla Chiesa”. Nella sua dichiarazione, ha chiesto la preghiera e il perdono. Poco tempo prima un uomo aveva minacciato di denunciarlo per l'avere una relazione clandestina con sua moglie. Il 4 ottobre 2014 papa Francesco ha accettato le sue dimissioni. Monsignor Conry ha quindi comunicato che non avrebbe lasciato la Chiesa.

## Opinioni
Monsignor Conry ha regolarmente pubblicato messaggi pastorali ai fedeli della sua diocesi.

### Società contemporanea
Monsignor Conry ha detto che la società ha perso il senso del trascendente e ha esortato i cristiani a "proclamare il Vangelo in un vuoto che deve essere riempito se vogliamo trovare di nuovo la nostra strada, c'è uno spazio in tutte le persone che può essere riempito solo da Dio".

### Giovani
In un'intervista al quotidiano The Catholic Herald, pubblicato nel dicembre del 2008, è stato riferito che ha detto che non ha molto senso parlare di salvezza ai giovani "a meno che non parli nella loro lingua".
Ha criticato la "confusione morale" della società: "predichiamo un atteggiamento liberale nei confronti delle relazioni e permettiamo ai media e agli interessi commerciali di predare i nostri giovani così da trasformarli in piccoli adulti molto prima del loro tempo. Sento sgomento e vergogna quando apprendiamo che abbiamo i casi di gravidanza adolescenziale più alta nell'Unione europea, sei volte più dell'Olanda".

### Confessione
Monsignor Conry è stato critico nell'abitudine di confessarsi regolarmente affermando che, nella sua esperienza, la gente tornava sempre a ripetere le stesse cose settimana dopo settimana, suggerendo che non si stava effettivamente verificando alcuna conversione interiore o pentimento.
In una lettera pastorale del maggio del 2009 ha sollecitato un approccio più adulto al sacramento della riconciliazione: "Vai dal sacerdote e parla di queste cose, del modo in cui il tuo rapporto con Dio potrebbe essere diventato stantio, perché il peccato è in definitiva qualcosa che danneggia la nostra relazione con Dio. Non si tratta solo di infrangere le regole".
Nel novembre del 2009, ha chiarito le dichiarazioni nella sua lettera pastorale di maggio a seguito di una denuncia alla Santa Sede. Ha affermato che, suggerendo ai cattolici di parlare ai loro sacerdoti del "più grande ostacolo" nel loro rapporto con Dio, non stava suggerendo un'alternativa alla pratica tradizionale di confessare i peccati.

### Messa tridentina
Si dice che abbia dichiarato che il motu proprio Summorum Pontificum non suggeriva cambiamenti significativi perché la messa tridentina si rivolge a un piccolo gruppo di persone. Ha anche aggiunto di non aver mai rifiutato il permesso di utilizzare questa forma quando un gruppo di persone lo aveva chiesto nella sua diocesi.

### Data della Pasqua
Monsignor Conry si è detto contrario alla modifica della data della Pasqua in un senso che la separerebbe dalle sue radici ebraiche della Pesach, aggiungendo che sarebbe difficile fare in modo che tutte le diverse comunità ecclesiali si mettano d'accordo per una stessa data.

### Unioni civili
Monsignor Conry ha dichiarato che la Chiesa cattolica sostiene le unioni civili perché possono conferire alle coppie, comprese quelle omosessuali, la protezione legale in questioni come l'eredità. Tuttavia ha messo in dubbio la necessità di applicare il termine "matrimonio" alle associazioni omosessuali, dicendo che il matrimonio come "unione permanente di un uomo e una donna" dovrebbe essere protetto.

## Genealogia episcopale
La genealogia episcopale è:
- Cardinale Scipione Rebiba
- Cardinale Giulio Antonio Santori
- Cardinale Girolamo Bernerio, O.P.
- Arcivescovo Galeazzo Sanvitale
- Cardinale Ludovico Ludovisi
- Cardinale Luigi Caetani
- Cardinale Ulderico Carpegna
- Cardinale Paluzzo Paluzzi Altieri degli Albertoni
- Papa Benedetto XIII
- Papa Benedetto XIV
- Papa Clemente XIII
- Cardinale Marcantonio Colonna
- Cardinale Giacinto Sigismondo Gerdil, B.
- Cardinale Giulio Maria della Somaglia
- Cardinale Carlo Odescalchi, S.I.
- Cardinale Costantino Patrizi Naro
- Cardinale Lucido Maria Parocchi
- Papa Pio X
- Papa Benedetto XV
- Papa Pio XII
- Cardinale Eugène Tisserant
- Papa Paolo VI
- Arcivescovo Domenico Enrici
- Arcivescovo Michael George Bowen
- Cardinale Cormac Murphy-O'Connor
- Vescovo Kieran Thomas Conry